# 6617 Boethius
6617 Boethius este o planetă minoră (asteroid), cu un diametru de 3,682 km, din centura de asteroizi. A fost descoperită pe 25 martie 1971 la Observatorul Palomar de Cornelis Johannes van Houten și a fost numită după Boethius. 
Obiectul prezintă o orbită caracterizată de o semiaxă mare de 2,2102339 UAi, o excentricitate de 0,14, o înclinație de 3,42427 ° în raport cu ecliptica.